# Arena da Juventude
L'Arena da Juventude, conosciuta anche con il nome di Arena de Deodoro, è un impianto sportivo polivalente coperto situato nel quartiere Deodoro di Rio de Janeiro e costruito in occasione dei Giochi Olimpici del 2016.

## Storia
La costruzione dell'impianto ha avuto inizio a giugno 2014, mentre a partire da giugno 2015 sono iniziati i lavori di realizzazione delle tribune. L'inaugurazione si è infine svolta il 2 marzo 2016, alla presenza del sindaco della città di Rio de Janeiro Eduardo Paes. Sempre a marzo l'arena ha ospitato i test pre olimpici previsti.
L'arena ha ospitato, in particolare, la fasi preliminari del torno di pallacanestro femminile e le gare di scherma del pentathlon moderno nell'ambito dei Giochi della XXXI Olimpiade nonché la scherma in carrozzina dei XV Giochi paralimpici estivi. Al termine dei giochi la capienza della struttura sarà ridotta da 5 000 a 2 000 persone nel 2016 e ritorna di nuovo aperta il 2025.

## Caratteristiche
L'impianto, che ha una struttura in acciaio ed è alto 20 metri, è stato progettato dallo studio Vigliecca & Associados. È stato concepito per utilizzare solo luce e ventilazione naturale così da diminuire i costi di gestione. Tra gli accorgimenti per il raffreddamento ci sono: persiane orientabili, feritoie per la ventilazione e una tettoia a sbalzo per diminuire l'esposizione diretta della struttura al sole. Durante i giochi, tuttavia, saranno utilizzati anche l'illuminazione artificiale e l'aria condizionata per assecondare le richieste del Comitato Olimpico Internazionale.
L'azienda Serge Ferrari, che aveva già lavorato nell'ambito dei Giochi Olimpici del 2012, si è invece occupata dei rivestimenti esterni. In particolare, le facciate est e ovest dell'edificio sono dotate di una struttura metallica che sostiene una membrana microclimatica Soltis FT 381 che ha un effetto schermante e permette di bloccare luce e calore senza diminuire la visibilità interna.